# Edward Gorey
Edward Gorey, né à Chicago le 22 février 1925 et mort à Cap Cod le 15 avril 2000, est un illustrateur américain.

## Biographie
Edward Gorey commence une carrière prolifique en 1953 avec The Unstrung Harp, sur le travail d'un écrivain. Il a publié une bonne centaine de livres jusqu'en 1999, et créé dans d'autres média (pièces, vidéo, et à partir de 1980 l'animation de générique pour la série télévisée Mystery!).
Ses livres illustrés de dessins minutieux à la plume noire décrivent des personnages distingués adonnés à des occupations énigmatiques (The Doubtful Guest, The Object-Lesson) ou livrés à un destin cruel et sordide (The Hapless Child, The Gashlycrumb Tinies). Certains de ses livres sont sans titre, ou uniquement consacrés à des objets inanimés, leur donnant un statut problématique. De même, ils oscillent souvent entre deux catégories : celle des livres pour enfant et celle des livres pour adultes.
Il a illustré des recueils d'Edward Lear et de Samuel Beckett, mais aussi des textes d'Alphonse Allais et de Charles Cros. Francophile, il a composé certains de ses vers en français (The Listing Attic), et donné des titres français à certains recueils (L'Heure bleue, La Malle saignante).
Proche de Charles Addams, mais plus surréaliste que ce dernier, il a influencé d'autres artistes, entre autres Tim Burton et Alison Bechdel. Michael Mantler a mis en musique certains de ses textes avec The Hapless Child (1976).

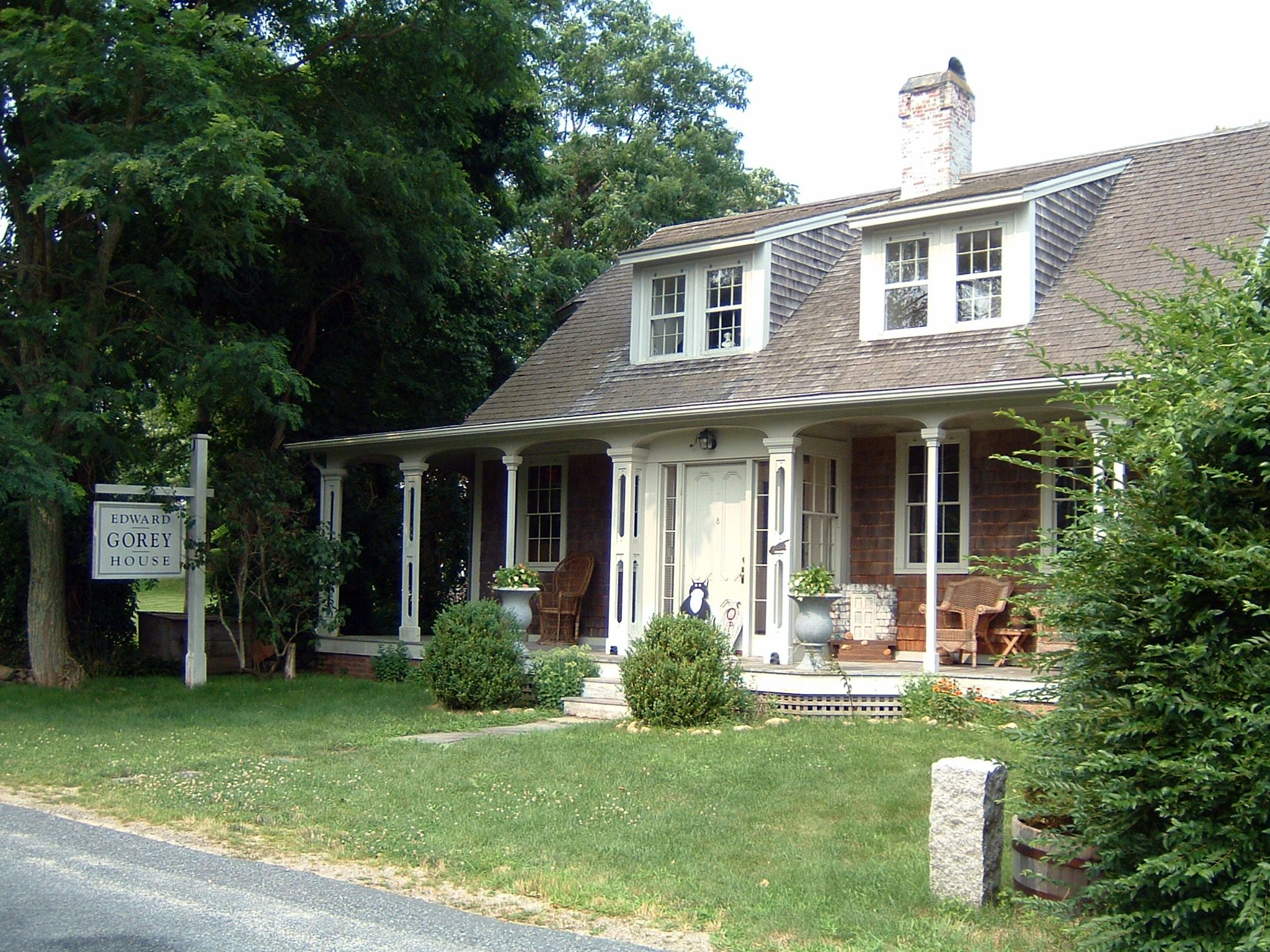
La maison d'Edward Gorey à Cape Cod, en 2006

Il obtient deux fois le Premio Grafico Fiera di Bologna per l'Infanzia, de la Foire du livre de jeunesse de Bologne, (Italie) pour ses illustrations : en 1974 pour  Le Petit Chaperon Rouge de Grimm, et en 1977 pour  Théophile a rétréci, sur un texte de Florence Parry Heide.
Gorey ne s'est jamais marié et n'a pas eu de relations amoureuses connues. Au cours d'une interview, lorsqu'on l'a questionné sur son orientation sexuelle, il a déclaré : « Je ne suis ni d'un bord ni de l'autre particulièrement… J'ai la bonne fortune d'être apparemment sous-sexué ou quelque chose comme ça... Ce que j'essaie de dire est que je suis avant tout une personne.... » Au cours de la même interview, il a acquiescé lorsque le journaliste a avancé l'hypothèse que l'absence de sexe dans ses livres était due à son « asexualité ». 
Sa maison de Cape Cod, baptisée Elephant House, est à présent un musée.

## Ouvrages
Ses livres en anglais ont été regroupés en quatre recueils intitulés Amphigorey (1972), Amphigorey, Too (1975), Amphigorey, Also (1983), et Amphigorey, Again (2004), chez Perigee Books. En France, plusieurs de ses livres ont été publiés :
- Sucreries de quat’sous, texte d’Edward Fenton, L'École des loisirs ; 1980
- Gargouilligouilla, vers de Christian Poslaniec, L’école des loisirs ; 1983
- Le Grenier pentu, la Harpe sans corde sensible, Le Promeneur ; 10/1993
- La Chauve-souris dorée, la Visitation irrespectueuse, Le Promeneur ; 10/1993
- L'Aspic bleu, Le Promeneur ; 05/1994
- L'Invité douteux, Le Promeneur ; 05/1994
- Le Grenier pentu, la harpe sans corde sensible, la chauve-souris… - coffret Edward Gorey, Le Promeneur ; 11/1994
- La Bicyclette épileptique, Le Promeneur ; 11/1994
- Le Curieux sofa, Le Promeneur ; 11/1995
- Le Chien méfiant, Le Promeneur ; 11/1996
- L'Autre statue, Gallimard ; 11/1997
- La Visite mémorable - histoire vécue, Le Promeneur ; 11/1998
- Le Buste sans tête, Le Promeneur ; 12/2003
- Le Rapetissement de Treehorn, en collaboration avec Florence Parry Heide, Éditions Attila ; 03/2009
- Le Trésor de Treehorn, en collaboration avec Florence Parry Heide, Éditions Attila ; 10/2009 (paru sous le titre Le trésor de Théophile, L’école des loisirs, en 1982)
- Le Souhait de Treehorn, en collaboration avec Florence Parry Heide, Éditions Attila ; 10/2010
- Les Histoires de Donald, en collaboration avec Peter F. Neumeyer, Éditions Attila ; 11/2011
- Les Enfants fichus, Éditions Attila et Éditions Alto ; 11/2011[4]
- Le Couple détestable, Éditions Attila ; 05/2012
- Total Zoo, Éditions Alto ; 11/2012[5]

## Hommage
- Dans Runaway2 : Dream of turtle de Pendulo studios, l'on peut voir dans le chapitre 5 que le carnet de croquis que Brian récupère auprès de Saturne s'intitule "Gorey's Sketch Book"[6].